# Porasilus barbiellinii
Porasilus barbiellinii là một loài ruồi trong họ Asilidae. Porasilus barbiellinii được Curran miêu tả năm 1934. Loài này phân bố ở vùng Tân nhiệt đới.